# Семивеличенко, Евгений Александрович
Евгений Александрович Семивели́ченко (род. 16 января 1978, Уфа, БАССР, РСФСР, СССР) — председатель Башкортостанского регионального отделения СоюзМаш России (с 2016 г.).
С 16 марта 2012 года до 27 сентября 2016 года — глава городского округа город Уфа Республики Башкортостан, председатель Совета городского округа город Уфа Республики Башкортостан.

## Биография
Два года учился в музыкальной школе по классу аккордеона.
Окончил Башкирский государственный университет (2000 г.) (ныне Уфимский университет науки и технологий), Уфимский государственный авиационный технический университет (ныне Уфимский университет науки и технологий).
Работал начальником юридического отдела предприятия «Уфагаз», филиала ОАО «Газ-сервис». С 2003 по 2008 гг. –  начальник юридического управления  ОАО «УМПО». В 2008 году был назначен заместителем генерального директора ОАО «Уфимское моторостроительное производственное объединение» по корпоративным и юридическим вопросам. С 2011 года работал заместителем управляющего директора ОАО «Уфимское моторостроительное производственное объединение» по корпоративным и правовым вопросам. В 2016 году Евгений Семивеличенко избран председателем Башкортостанского регионального отделения СоюзМаш России.
По итогам работы региональных отделений Союза машиностроителей России за 2023 год Башкортостанское реготделение вошло в тройку лидеров по эффективности деятельности. За 2023 год в члены общественной организации вступило более 3 000 человек. В проект «Ассоциированные школы Союза машиностроителей России» вошли еще пять учебных заведений: Республиканский инженерный лицей-интернат (Уфа), Новошкола, школы № 74 и 75 (Уфа), школа № 3 (Кумертау). Также открыты два инженерных класса — в лицее № 60 им. М. Ферина и школе № 157. Более 70 учеников ассоциированных школ СоюзМаш удостоены дипломов за участие в научно-технической конференции «Растим инженеров будущего». Еще 140 старшеклассников получили знаки и удостоверения за успехи в учебе. Также ассоциированные школы принимали участие в эстафете «Встреча знамени Победы»: три почетных знамени – Победы, Государственного комитета обороны СССР и Бессмертного полка в течение года передавались в рамках акции из одного учебного заведения в другое.
- В 2008 г. избран депутатом Совета городского округа город Уфа Республики Башкортостан второго созыва.
- 4 марта 2012 года избран депутатом Совета городского округа город Уфа Республики Башкортостан третьего созыва.
- 16 марта 2012 года избран главой городского округа город Уфа Республики Башкортостан — председателем Совета городского округа город Уфа Республики Башкортостан.
- В декабре 2014 года был избран первым заместителем председателя Башкортостанского регионального отделения Общероссийской общественной организации «Союз машиностроителей России».
- С 8 сентября 2015 года является управляющим директором ПАО «Уфимское моторостроительное производственное объединение» (с сентября 2017 г. ПАО "ОДК-Уфимское моторостроительное производственное объединение").
- 25 марта 2016 года избран председателем Башкортостанского регионального отделения Общероссийской общественной организации «Союз машиностроителей России».
- 18 сентября 2016 года избран депутатом Государственного Собрания — Курултая Республики Башкортостан пятого созыва. Обязанности депутата исполняет на неосвобождённой основе, является председателем Башкортостанского регионального отделения Общероссийской общественной организации «Союз машиностроителей России».
- 9 сентября 2018 года избран депутатом Государственного Собрания - Курултая Республики Башкортостан шестого созыва. Член комитета по бюджетной, налоговой, инвестиционной политике и имущественным отношениям Государственного Собрания - Курултая Республики Башкортостан.

Член партии «Единая Россия».

## Награды и премии
- ПАО «ОДК-УМПО» – многократный победитель конкурса «Меценат года» Администрации ГО г. Уфа РБ;
- Медаль ордена «За заслуги перед Отечеством» II степени (2021 г.);
- Почетный знак лауреата премии ПАО «Газпром» в области науки и техники (2020 г.);
- Медаль «За заслуги» Федерации космонавтики России (2020 г.);
- Благодарственное письмо Администрации ГО г. Уфа Республики Башкортостан за высокий профессионализм, оказание благотворительной помощи и плодотворное сотрудничество (2020 г.);
- Юбилейная медаль «100 лет образования Республики Башкортостан» (2020 г.);
- Благодарность Фонда социального, культурного и экономического развития Уфы «Общественный фонд развития города» (2020 г.);
- Медаль Федерального медико-биологического агентства России «За содействие донорскому движению» (2019 г.);
- Благодарственное письмо Министерства промышленности и энергетики Республики Башкортостан за содействие в организации конкурса профессионального мастерства «Мастера Башкортостана» среди операторов станков с числовым программным управлением (2019 г.);
- Победитель в номинации «Директор года» конкурса Ассоциации организаций профсоюзов машиностроительных отраслей промышленности РБ (2019 г.);
- Медаль МЧС России «За содружество во имя спасения» (2019 г.);
- Почетное звание «Заслуженный машиностроитель Республики Башкортостан» (2018 г.);
- Нагрудный знак «За содружество» Федерации независимых профсоюзов России» (2018 г.);
- Медаль Федерального медико-биологического агентства РФ «За активное участие в проектах СоюзМаш России и вклад в пропаганду донорского движения» (2018 г.);
- Звание «Почетный машиностроитель» Министерства промышленности и торговли Российской Федерации (2016 г.);
- Благодарственное письмо Министерства промышленности и инновационной политики Республики Башкортостан (2016 г.);
- Почетная грамота Администрации ГО г. Уфа РБ (2015 г.);
- Почетная грамота Государственного Собрания – Курултая Республики Башкортостан (2015 г.);
- Почетная грамота Министерства промышленности и инновационной политики Республики Башкортостан (2014 г.);
- Почетная грамота Республики Башкортостан (2014 г.);
- Медаль «За доблестный труд» Союза машиностроителей России (2013 г.);
- Нагрудный знак «За активное участие в развитии и взаимодействие с Всероссийским обществом спасания на водах» (2013 г.);
- Медаль «За вклад в развитие местного самоуправления» Российской муниципальной академии (2012 г.);
- Медаль «За вклад в подготовку празднования 200-летия Победы в Отечественной войне 1812 года» Российской муниципальной академии (2011 г.);
- Почётный знак «За особый вклад в развитие законодательства Республики Башкортостан» (2009 г.).